# Serpolla
Il Serpolla è un torrente umbro, lungo 7 chilometri, con un bacino idrografico di circa 16 km². È il maggior affluente in sinistra idrografica del Fersinone, nel quale sfocia nei pressi di San Vito in Monte, nel comune di San Venanzo.

## Descrizione
Nasce a Greppolischieto, nel comune di Piegaro, in provincia di Perugia. Prosegue nella Macchia mediterranea fino a terminare nel Fersinone poco a monte della frazione sanvenanzese di San Vito in Monte, in provincia di Terni.